# Prison panoptique de Quito
Penal García Moreno
La prison panoptique de Quito est une prison en Équateur de type pennsylvanien, construite dans le quartier San Roque de Quito (Équateur).

## Histoire
Les travaux commencent le 15 décembre 1869 et elle inaugurée en juin 1875, sous le gouvernement de Gabriel García Moreno. 
L'établissement carcéral a fonctionné jusqu'au 30 avril 2014 sous le nom de Penal García Moreno. À cette date, il a été remplacé par un nouvel établissement situé non loin de Latacunga. À la veille de ce transfert, 3 000 prisonniers y étaient enfermés. 
La prison de Quito, souvent appelé simplement Panóptico, a vu passer entre ses murs des personnalités de marque dont Eloy Alfaro et Lucio Gutiérrez.
À partir du 19 décembre 2014, la prison de Quito est devenu un musée gratuit,.